# Nigéria nos Jogos Olímpicos de Verão de 1968
A Nigéria participou dos Jogos Olímpicos de Verão de 1968 na Cidade do México, México.

## Resultados por Evento

### Boxe
Peso Mosca-ligeiro (– 48 kg)
- Gabriel Ogun
  - Primeira rodada — Bye
  - Segunda rodada — Derrotou Stefan Alexandrov (BUL), 4:1
  - Quartas-de-final — Perdeu para Harlan Marbley (USA), 0:5

Peso Meio-pesado (– 81 kg)
- Fatai Ayinla
  - Primeira rodada — Bye
  - Segunda rodada — Derrotou Enrique Villarreal (MEX), juiz interrompeu luta
  - Quartas-de-final — Perdeu para Ion Monea (ROU), 2:3